# Гурьянов, Василий Павлович

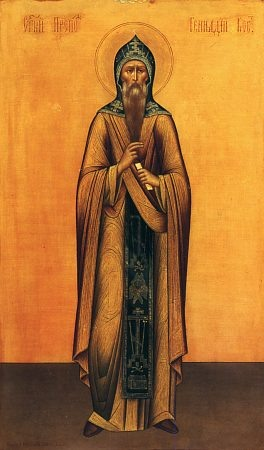
Икона работы Гурьянова: прп. Геннадий Любимоградский

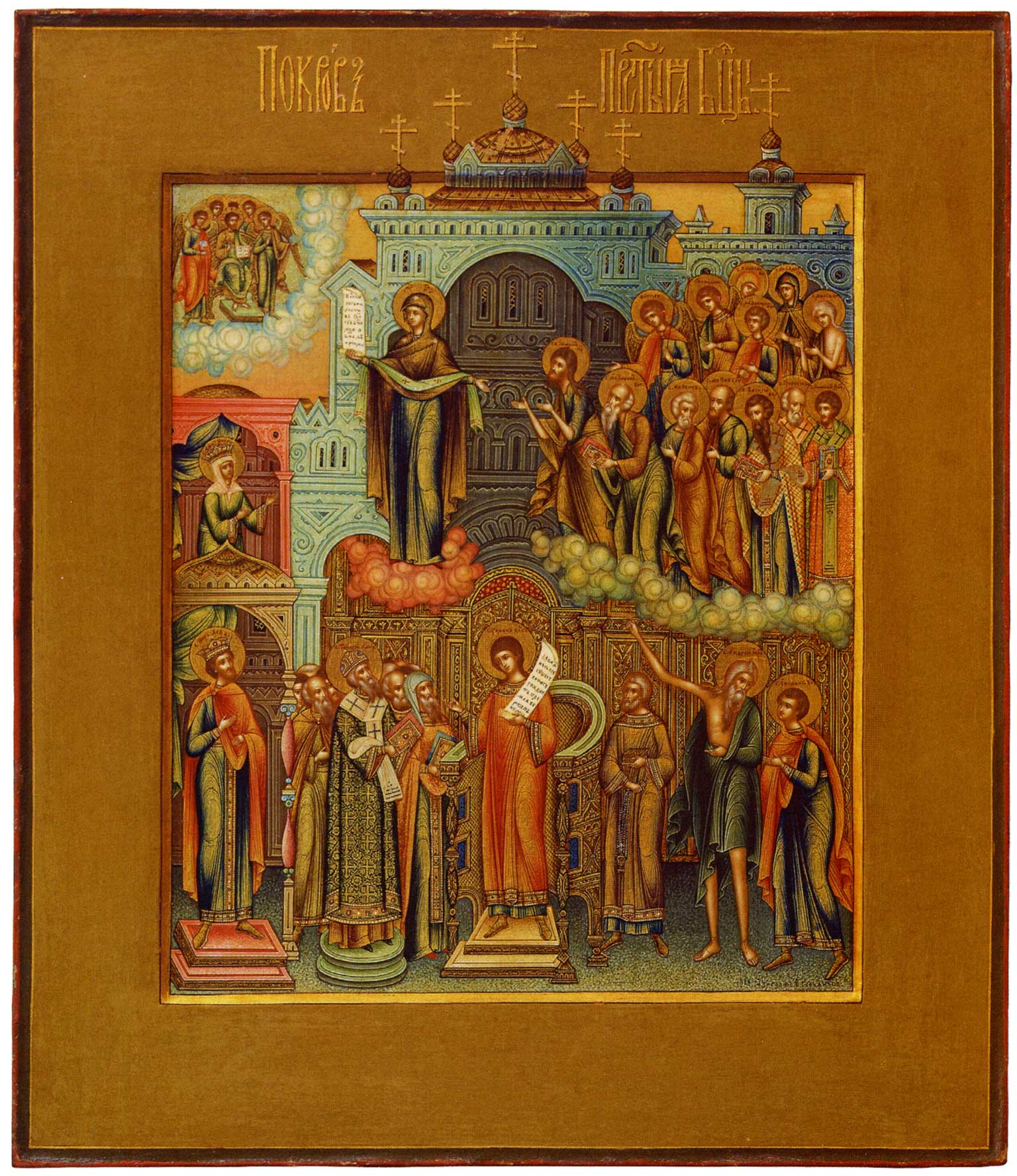
Икона Покрова «Монархическая»

 Василий Павлович Гурьянов (1867, Мстера, Владимирская губерния, Российская империя — 1920) — придворный иконописец и реставратор; личный почётный гражданин.

## Биография
Родился в 1867 году в слободе Мстера Владимирской губернии. Происходил из семьи потомственных художников-иконописцев. С 1890 года работал в московских музеях, дюбительских собраниях и храмах, основал в Москве иконописную мастерскую и Единоверческую типографию. Другие знаменитые иконописцы-мстерцы, проживающие в Москве были братья Чириковы, А. Я. Тюлин, Дикарев, Фомичев, Богатенко.
Писал в традиционном стиле и в стиле модерн. Исполнял иконы для многих соборов и церквей в России (Новоспасский монастырь, церкви Петергофа, Оптиной пустыни и др.), а также за границей (Буэнос-Айрес, Андреевский скит на Афоне). По заказу Николая II написал иконы, украсившие в 1903 году раку и сень над мощами Св. Серафима Саровского, а позднее в 1906 году в Успенском соборе Саровской пустыни отреставрировал 150 икон. В 1905 году получил звание придворного поставщика, в 1912 году — придворного иконописца.
После 1909 года артель художников во главе с Гурьяновым расписала Иверский собор Николо-Перервинского монастыря. Для этой росписи образцом для Гурьянова, как и для многих других церковных художников того периода, было творчество Виктора Михайловича Васнецова (совместно с ним была написана икона Покрова «Монархическая»).
Участвовал в 1-й Всероссийской выставке монастырских работ и церковной утвари (1904) и получил Золотую медаль, а также — высшую награду Grand prix на Международной выставке 1904 года в Париже. На выставке им была представлена богатая коллекция работ: 12 икон из этого собрания приобрела императрица Александра Федоровна.
В. П. Гурьянов участвовал в реставрации икон Московского Успенского собора (1896). Реставрировал древние иконы Троице-Сергиевой Лавры, Владимирского собора Московского Кремля и т. д. Знаменитая Рублевская икона «Троица» из иконостаса Троицкого собора Сергиевой лавры расчищалась и реставрировалась в 1904—1905 годах под руководством В. П. Гурьянова.
Издавал памятники древнерусского искусства. Был членом Московского Археологического общества, Общества любителей духовного просвещения, Комиссии по осмотру и изучению церковной старины в Москве и Московской епархии. В 1903 г. управляющий делами Высочайшего Учрежденного комитета попечительства о русской иконописи заявил, что иконописец В. П. Гурьянов принес в дар Комитету свои прориси, сделанные с иконостасов Никольского Единоверческого монастыря, церкви 12 Апостолов и Николы Гостунского в Москве и проч. и свою книгу «Переводы с древних икон».
Был награждён российским орденом Св. Станислава 3-й степени, болгарским орденом «За гражданские заслуги» и сербским орденом Св. Саввы 4-й степени.
Умер в 1920 году.

## Издания Гурьянова
- Успенский, А. И. Переводы с древних икон, собранные и исполненные иконописцем и реставратором В. П. Гурьяновым. СПб. 1902
- Владимирская икона Богоматери в Успенском соборе. М. 1902
- Лицевые Святцы XVII века Никольского Единоверческого монастыря в Москве. Издание иконописца В. П. Гурьянова. М. 1904
- Гурьянов, В. П. Икона явления Божьей Матери преподобному Сергию … М. 1907

## Иконы
- Иконы Гурьянова Василия Павловича
- Иконы
- Иконы
- Иконы
- Икона арх. Михаила